# Nazionale femminile di calcio a 5 dell'Italia
La nazionale femminile di calcio a 5 dell'Italia è la rappresentativa femminile dell'Italia.

## Storia
A gennaio 2015, per volere della FIGC, è stata istituita la nazionale femminile italiana di calcio a 5. Le azzurre sono allenate da Roberto Menichelli, già tecnico della nazionale maschile. L'esordio avviene il 25 giugno 2015, al Foro Italico di Roma, nell'incontro dove l'Italia supera le avversarie dell'Ungheria con il risultato di 5-0.
La prima trasferta, il 26 novembre 2015 a Leopoli contro l'Ucraina (2-2 il risultato finale), vede l'esordio di Giulia Domenichetti che, avendo giocato in carriera anche a calcio femminile, diventa così il primo atleta italiano a vestire la maglia azzurra di due discipline differenti.

## Staff tecnico
- Commissario tecnico: Francesca Salvatore
- Assistente allenatore: Cinzia Benvenuti
- Coordinatore: Roberto Menichelli
- Segretario: Fabrizio Del Principe
- Medico: Dott. Giuseppe Maccauro
- Fisioterapista: Francesco Marcellino
- Preparazione atletico: Fabrizio Pallocchia
- Preparazione portieri: Fabrizio Bombelli
- Match analyst: Riccardo Manno